# Derek Kuntz
Derek Kuntz (Winnipeg, Manitoba, 1952. február 20. – 1978) kanadai profi jégkorongozó.

## Pályafutása
Komolyabb juniorkarrierjét a Western Hockey League-es Brandon Wheat Kingsben kezdte 1969-ben. A csapatban 1971-ig játszott. Ekkor átszerződött a szintén WHL-es Medicine Hat Tigersbe. Az 1972-es NHL-amatőr drafton a New York Islanders választotta ki a 8. kör 113. helyén. Felnőtt pályafutását az American Hockey League-es New Haven Nighthawksben kezdte. A következő szezonban a Central Hockey League-es Fort Worth Texans szerepelt. Ebben a bajnoki évben még kerettag volt a NAHL-es Cape Cod Cubs és a SHL-es Macon Whoopee, ami a szezon végén megszűnt. Ezután egészségi problémák miatt visszavonult. 1978-ban, rákban hunyt el.